# مونیکا جراردو
مونیکا جراردو (انگلیسی: Monica Gerardo؛ زادهٔ ۱۰ نوامبر ۱۹۷۶) بازیکن فوتبال اهل مکزیک است.
از باشگاه‌هایی که در آن بازی کرده‌است می‌توان به واشینگتن فریدام اشاره کرد.
وی همچنین در تیم‌های ملی فوتبال United States women's national under-20 soccer team و زنان مکزیک بازی کرده‌است.